# Sant Pere i Sant Feliu d'Olivella
Sant Pere i Sant Feliu d'Olivella és l'església parroquial d'Olivella i és inclosa a l'Inventari del Patrimoni Arquitectònic de Catalunya.

## Descripció
L'edifici està situat a la part alta del poble d'Olivella i s'alça damunt un basament de roca. Té absis semicircular i presenta una distribució asimètrica d'elements. A la part esquerra té un habitatge annex, mentre que la coberta, de teula a dues vessants, es perllonga per la banda dreta per cobrir un cos lateral. La façana mostra una porta d'accés allindanada, elevada per quatre graons. Es troba emmarcada per una estructura d'inspiració clàssica: pilastres estriades, entaulament i frontó triangular. A la part superior hi ha, centrada, una obertura circular. El campanar, de planta rectangular, presenta sis obertures d'arc de mig punt i es corona amb merlets de maó.

## Història
L'església de Sant Pere i Sant Feliu va ser bastida durant el segle xvii, fruit d'una ampliació d'un temple anterior, probablement del segle xv. Aquest edifici va substituir com a parròquia l'antic edifici romànic d'Olivella, que resultava insuficient. Sembla que l'església nova es va edificar al solar del Castell Nou, antiga fortalesa documentada des de 1264, que constituí el nucli inicial d'Olivella.